# Big Audio Dynamite
I Big Audio Dynamite (abbrev.: B.A.D.), più tardi conosciuti come Big Audio Dynamite II e in seguito come Big Audio, furono un gruppo post-punk inglese, formato dall'ex chitarrista e cantante dei Clash Mick Jones nel 1984.
Il gruppo si distinse per la fusione di diversi stili musicali, comprendendo elementi di punk, rock, Musica dance, hip hop, reggae, blues e funk.

## Storia e formazioni

### Big Audio Dynamite (1984 - 1990)
Il gruppo fu fondato da Mick Jones e Don Letts (autore di The Punk Rock Movie, vari videoclip dei Clash, e più in avanti, regista del documentario sui Clash Westway to the World). L'esordio del gruppo risale al 1985 con l'album This Is Big Audio Dynamite. La copertina dell'album mostra tutti i membri del gruppo tranne il tastierista Dan Donovan; il gruppo completo è raffigurato sul retro dell'album.
Nel 1986, Joe Strummer (ex-cantante dei Clash), dopo essersi pentito di aver allontanato Jones dal gruppo, tornò a collaborare con Mick e il resto della band. No. 10, Upping St. fu il disco più venduto del gruppo, non a caso, l'album raggiunse l'undicesima posizione nelle classifiche britanniche. Nel 1987 i B.A.D. fecero da supporter agli U2 per il loro tour mondiale. Nel 1988 e nel 1989 escono Tighten Up, Vol. 88 e Megatop Phoenix. Tighten Up, Vol. 88 contiene Just Play Music!, secondo singolo che arrivò alla posizione numero 1 nella classifica Modern Rock Tracks stilata dalla rivista Billboard. La band registrò poi Keep of the Grass, canzone strumentale basata sul tema di un film western intitolato I magnifici sette. Il video si può vedere su YouTube.
Nel 1990 il gruppo registrò il brano Free per la colonna sonora del film flashback. Più tardi, sempre nel 1990, Mick Jones avrebbe poi debuttato con il nuovo gruppo (i Big Audio Dynamite II) pubblicando l'album in edizione limitata Kool-Aid. Della vecchia formazione compare solo Dan Donovan, che collabora al brano Kickin'in, remake di Free.

### Big Audio Dynamite II (1991 - 1993)
Nel 1991, i B.A.D. II pubblicano The Globe. La nuova formazione conteneva elementi più rock, non a caso: era proprio intenzione del gruppo spingersi verso sonorità alternative rock. The Globe contiene il singolo della band che ottenne più successo: Rush arrivò alla posizione no. 1 delle classifiche statunitensi. I B.A.D. II fecero ancora una volta da supporter agli U2 per il loro ZooTV Tour e pubblicarono l'EP live On the Road Live '92.

### Big Audio (1994)
La formazione mutò ancora una volta. Fra i nuovi membri erano presenti André Shapps (co-produttore di The Globe) e Mickey "DJ Zonka" Custance. Nel 1994 viene pubblicato Higher Power sotto il nome abbreviato di Big Audio. Tuttavia l'album non ottenne il successo di The Globe o dei precedenti dischi.
Dopo un accordo con la Radioactive Records, il gruppo realizzò il suo ultimo album, F-Punk. Fu l'album che ottenne meno successo. La formazione, nonostante fosse la stessa di Higher Power, è accreditata come Big Audio Dynamite.

### Post-1995
La Radioactive Records rifiutò di pubblicare il nuovo album dei B.A.D., Entering a New Ride. L'ennesima formazione conteneva il cantante Ranking Roger (The Beat, General Public). Nel 1998 la band lanciò un nuovo sito internet, utilizzato principalmente per vendere l'album Entering a New Ride.
Nel 2005, Jones lavorò nel nuovo gruppo di Tony James (ex-membro dei Generation X e dei Sigue Sigue Sputnik) chiamato Carbon/Silicon.
All'inizio del 2005 fu pubblicato un DVD live dei B.A.D. II.

### Riunione (2011 - oggi)
Nel 2010 Don Letts parlò una imminente riunione dei Big Audio Dynamite. Il 25 gennaio 2011, è stata annunciata ufficialmente la riunione del gruppo che si è ricomposto nella sua formazione originaria, ed è stato anche annunciato un tour di nove date nel Regno Unito.

## Componenti del gruppo
1984 - 1990, 2011 - oggi
- Mick Jones - voce, chitarre
- Don Letts - effetti sonori, voce
- Dan Donovan - tastiere
- Leo "E-Zee-Kill" Williams - basso, voce
- Greg Roberts - batteria, voce

1991 - 1993
- Mick Jones – voce, chitarra solista
- Nick Hawkins – chitarra, cori
- Gary Stonadge – basso, cori
- Chris Kavanagh – batteria (strumento musicale), percussioni, cori

1994
- Mick Jones - voce, chitarra, produttore
- Nick Hawkins - voce, chitarra
- André Shapps - tastiere, co-produttore
- Gary Stonadge - basso, voce
- Chris Kavanagh - batteria (strumento musicale), voce
- Mickey Custance - DJ, voce

Post - 1995
- Mick Jones - voce, chitarra, produttore
- Ranking Roger - voce
- Nick Hawkins - chitarra
- André Shapps - tastiere
- Darryl Fulstow - basso
- Bob Wond - batteria (strumento musicale)

## Discografia

### Album
| Anno | Titolo | Posizione | Posizione | Posizione |
| Anno | Titolo | U.K.      | U.S.      | AUS       |
| ---- | --- | --------- | --------- | --------- |
| 1985 | This Is Big Audio Dynamite - Pubblicazione: ottobre 1985 - Etichetta: CBS Records - Note: Gruppo accreditato come "Big Audio Dynamite"             | 27        | 103       | –         |
| 1986 | No. 10, Upping St. - Pubblicazione: ottobre 1986 - Etichetta: CBS Records - Note: Gruppo accreditato come "Big Audio Dynamite"                     | 11        | 135       | –         |
| 1988 | Tighten Up, Vol. 88 - Pubblicazione: giugno 1988 - Etichetta: CBS Records - Note: Gruppo accreditato come "Big Audio Dynamite"                     | 33        | 102       | –         |
| 1989 | Megatop Phoenix - Pubblicazione: 5 settembre 1989 - Etichetta: CBS Records - Note: Gruppo accreditato come "Big Audio Dynamite"                    | 26        | 85        | –         |
| 1990 | Kool-Aid - Pubblicazione: 1º novembre 1990 - Etichetta: CBS Records - Note: Gruppo accreditato come "Big Audio Dynamite II", edizione limitata     | 55        | –         | –         |
| 1991 | The Globe - Pubblicazione: 16 giugno 1991 - Etichetta: CBS Records - Note: Gruppo accreditato come "Big Audio Dynamite II", RIAA Disco d'oro       | 61        | 76        | 10        |
| 1994 | Higher Power - Pubblicazione: 8 novembre 1994 - Etichetta: CBS Records - Note: Gruppo accreditato come "Big Audio"                                 | –         | –         | –         |
| 1995 | F-Punk - Pubblicazione: 20 giugno 1995 - Etichetta: Radioactive Records - Note: Gruppo accreditato come "Big Audio Dynamite"                       | –         | –         | –         |
| 1997 | Entering a New Ride - Pubblicazione: 1997 - Etichetta: nessuna (disponibile solo su internet) - Note: Gruppo accreditato come "Big Audio Dynamite" | –         | –         | –         |

### Altri album
| Anno | Album                                           | UK | U.S. | Informazioni aggiuntive                                                |
| ---- | ----------------------------------------------- | -- | ---- | ---------------------------------------------------------------------- |
| 1990 | Flashback soundtrack                            | 98 | 86   | "Big Audio Dynamite"                                                   |
| 1991 | Ally Pally Paradiso                             | -  | -    | "Live Official Bootleg", come "Big Audio Dynamite II"                  |
| 1992 | On the Road Live '92                            | -  | -    | EP con 5 tracce dal vivo registrato durante il tour negli USA del 1992 |
| 1993 | The Lost Treasures of Big Audio Dynamite I & II | -  | -    | album doppio                                                           |
| 1995 | Planet B.A.D.                                   | -  | -    | raccolta comprendente pezzi dalle diverse formazioni dei B.A.D.        |
| 1999 | Super Hits                                      | -  | -    | raccolta comprendente pezzi dalle diverse formazioni dei B.A.D.        |

### Singoli
| Anno | Titoli              | UK | U.S. | U.S. rock | U.S. dance | Album                      |
| ---- | ------------------- | -- | ---- | --------- | ---------- | -------------------------- |
| 1986 | The Bottom Line     | 97 | -    | -         | 33         | This Is Big Audio Dynamite |
| 1986 | E=MC²               | 11 | -    | -         | 37         | This Is Big Audio Dynamite |
| 1986 | Medicine Show       | 29 | -    | -         | 42         | This Is Big Audio Dynamite |
| 1986 | C'Mon Every Beatbox | 51 | -    | -         | 19         | No 10, Upping Street       |
| 1987 | V Thirteen          | 49 | -    | -         | 15         | No 10, Upping Street       |
| 1987 | Sightsee MC         | 94 | -    | -         | -          | No 10, Upping Street       |
| 1988 | Just Play Music!    | 51 | -    | 1         | 45         | Tighten Up, Vol. 88        |
| 1988 | Other 99            | 81 | -    | 13        | -          | Tighten Up, Vol. 88        |
| 1989 | James Brown         | -  | -    | 2         | 19         | Megatop Phoenix            |
| 1989 | Contact             | 86 | -    | 6         | 18         | Megatop Phoenix            |
| 1990 | Free                | -  | -    | 22        | 47         | Flashback soundtrack       |
| 1991 | Rush                | -  | 32   | 1         | 36         | The Globe                  |
| 1991 | The Globe           | -  | 72   | 3         | 28         | The Globe                  |
| 1994 | Looking for a Song  | 68 | -    | 24        | -          | Higher Power               |